# 徐萬仞
徐萬仞（1551年—1600年），字抑之，號迴石，福建建寧府浦城縣人，民籍，明朝政治人物。

## 生平
隆庆四年（1570年）庚午科應天府鄉試第九十一名，萬曆十一年（1583年）癸未科會試第一百九十二名，登三甲第十九名進士。礼部觀政，本年授浙江金華府推官，十八年升荆州府同知，二十一年升户部员外郎，二十二年升郎中，二十五年升歸德府知府，二十八年卒。

## 家族
曾祖徐璨；祖父徐宣；父徐悌。母葉氏。永感下。